# Alonso Jofre Tenorio

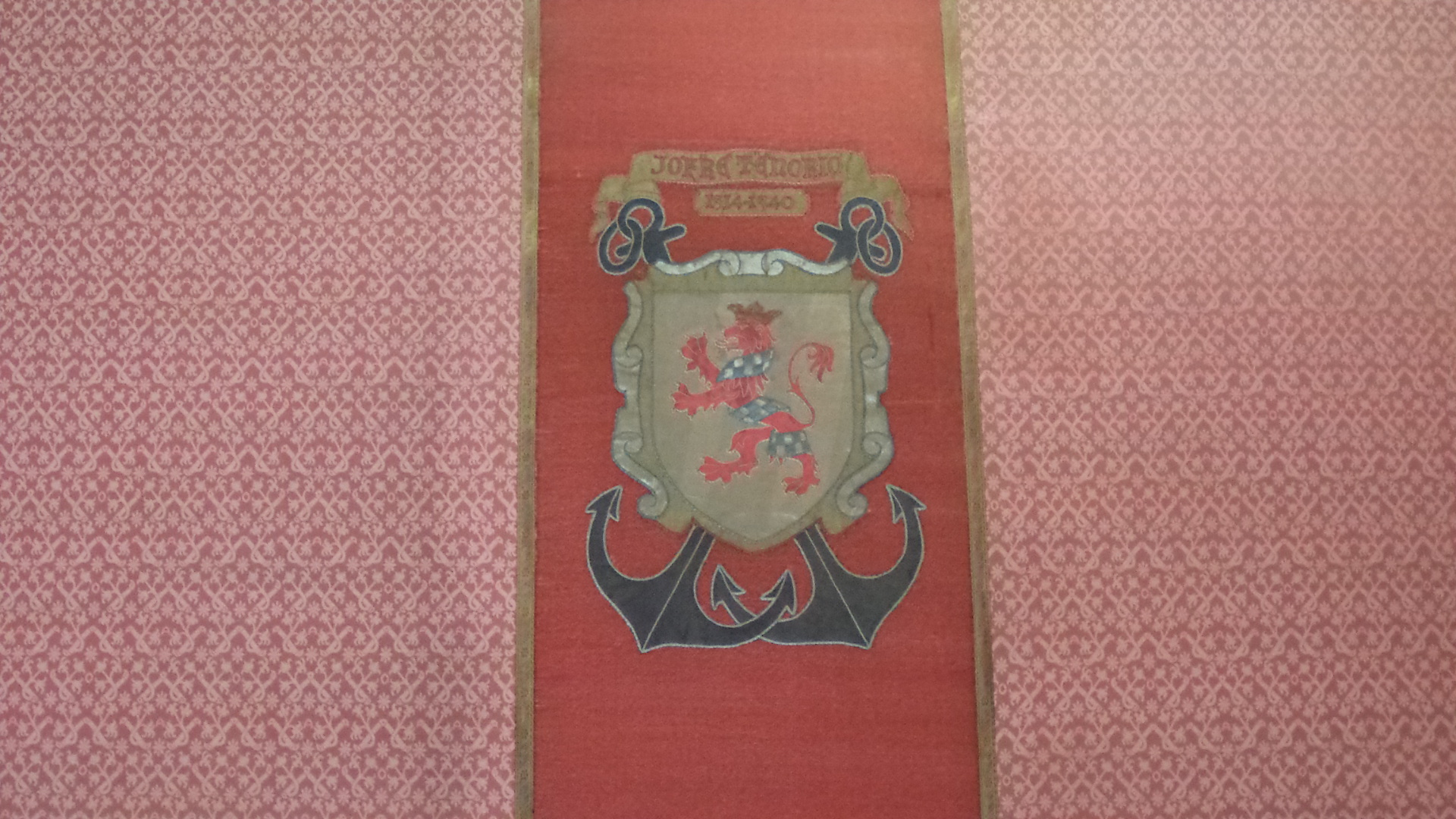
Escut de l'almirall Jofre Tenorio a l'antiga Sala d'Audiències de l'Alcàsser de Sevilla

Alonso Jofre Tenorio va néixer en 1292, al desaparegut castell de Tenorio a l'actual província de Pontevedra (Espanya) i va morir en combat en l'estret de Gibraltar en 1340. Va ser almirall major de la mar i I senyor de la vila de Moguer.

## Biografia
La família Tenorio era d'ascendència gallega. El seu patronímic procedeix de Tenorio «sua casa forte» prop de Pontevedra. El llinatge conegut comença amb Pedro Rodríguez o Ruiz Tenorio, cavaller gallec que va participar en la conquesta de Sevilla en 1248, que és possible que hagi estat senyor de San Pedro de Tenorio, a Cotobade, Pontevedra. Pedro Alfonso de Portugal, comte de Barcelos, comença els Tenorio amb aquest, a qui anomena Pedro Roiz Tanoyro i diu haver-se casat amb Tereza Páez de Sotomayor, els quals van ser pares de Gonzalo Pérez Tenorio, casat amb Juana Duc, els pares d'Alonso González Tenorio. Diuen les genealogies que de Gonzalo Rodríguez Tenorio va ser fill Diego Alonso Tenorio, però els patronímics, obliguen al fet que entre ells existeixi un Alonso González.
A mitjan segle xiii alguns individus de la família van realitzar companyas militars per terres andaluses i van entroncar per casament amb llinatges beneficiats dels repartiments efectuats a les terres recentment conquistades. Va ser el cas de Diego Alonso Tenorio (que potser s'anomenés Jofre Alonso i no Diego Alonso, donat el patronímic del seu fill), nascut l'any 1260, contemporani d'Alfons X, senyor de Tenorio amb heretament a Toledo i Sevilla. Va casar amb Aldonza Jofre de Loaisa, filla de Jofre de Loaisa, senyor de Preter, cavaller aragonès, institutor de la regna consort donya Violant i de l'infant don Ferran de la Cerda, àmpliament recompensat en el repartiment de Sevilla.
Fruit d'aquesta unió conjugal van néixer Alonso Jofre Tenorio, hereu en la titularitat de la casa, el seu germà Juan Tenorio, Comendador d'Estepa, casat amb Juana Méndez, i la seva germana Sancha Tenorio, casada amb Ruy López d'Haro, II senyor de la Guàrdia, tots dos amb descendència. Va ser coetani dels reis Fernando IV i Alfonso XI. En el regnat d'aquest últim va exercir diversos càrrecs. Va servir com avançat major de Castella Estava encarregat de mantenir la pau en aquesta àrea, de recaptar els tributs regis, jutjar els plets en apel·lació i sobretot d'investir-se amb comandament militar en cas de guerra. Apareix per tant com un membre de la noblesa que ocupa llocs públics importants, ja que els adelantados eren triats pel monarca entre els grans magnats del regne que gaudien de la seva confiança.

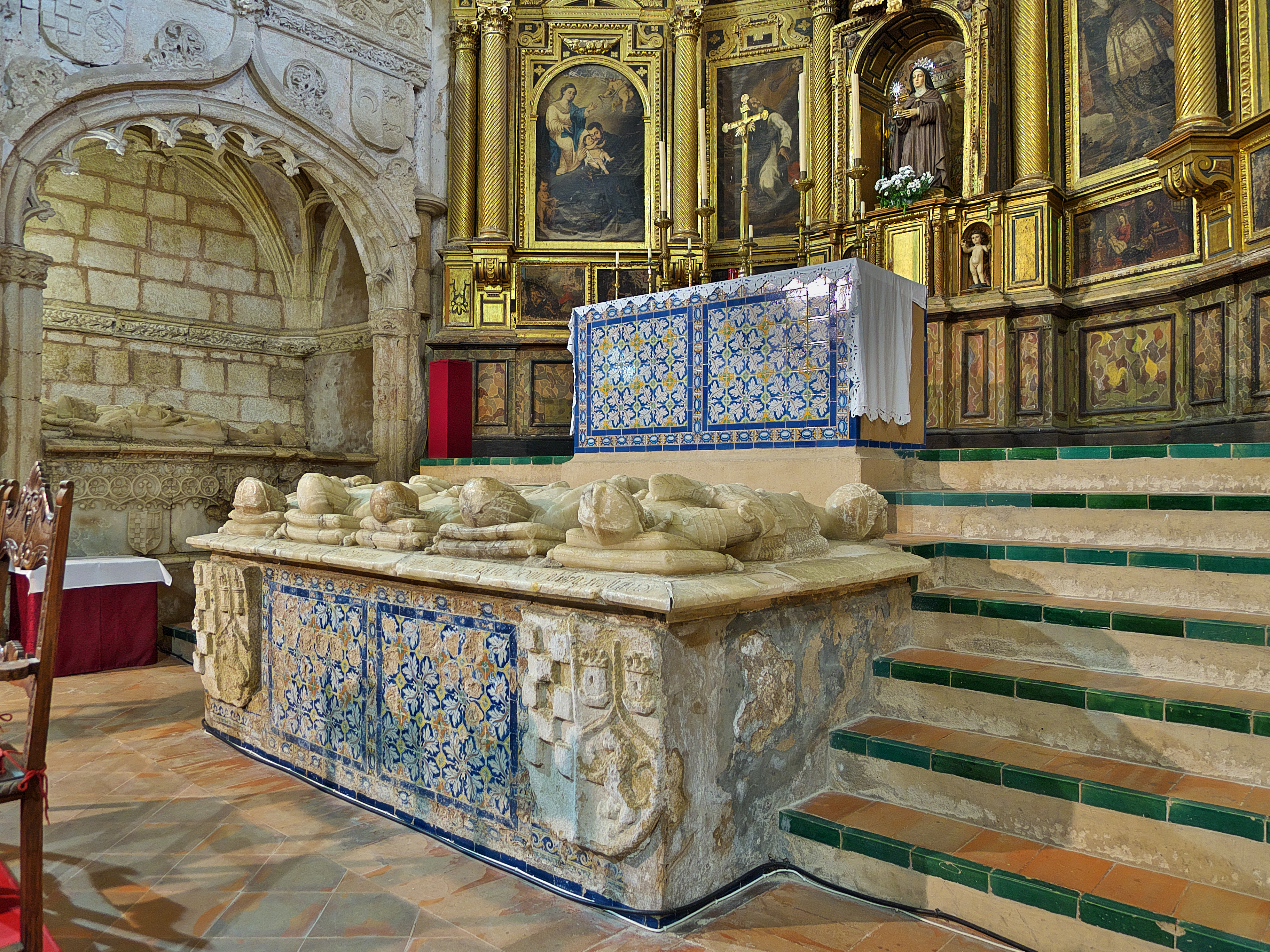
Sepulcre de Alonso Jofre Tenorio (Monestir de Santa Clara) de Moguer, a la província de Huelva.

En 1314, segons Diego Ortiz de Zúñiga, Alonso Jofre Tenorio era ja almirall major de la mar. A l'almirall, com dignatari de la cort règia, el rei li confiava el comandament de la seva flota i la direcció de la guerra en el mar. Equivalia a un àlter ego del monarca quan navegava. Per això, quedaven sota la seva autoritat i jurisdicció els ports de les viles del litoral. Les seves atribucions eren molt diverses. Durant el primer terç del segle xiv, tenia al seu càrrec el poder militar de la flota amb àmplia potestat jurisdiccional sobre tots els homes que embarcaven en armades de la Corona, la cura i adreça de la construcció naval en les drassanes.
En l'ordre judicial les seves facultats eren també àmplies. Va exercir la seva jurisdicció a través d'un tribunal del almirantazgo a Sevilla. Nomenava alcaldes, agutzils i escrivans. Fins i tot poden englobar-se en aquest grup altres prerrogatives com la de posseir vot en l'Ajuntament de Sevilla i ser membre del Consell Reial.
En l'aspecte econòmic, a part de tots els beneficis derivats de les seves facultats judicials, obtenia altres fonts d'ingressos. Les més importants eren el setè del botí capturat; el despatx o impost sobre la capacitat del navili i la distància del port de destinació; el almirantazgo o tribut que gravava la càrrega i descàrrega de mercaderies, així com la utilització del port, especialment per als marins no sevillans i l'ancoratge que era un gravamen imposat als vaixells per l'entrada i cala en el jaç dels rius i ports.
Les fonts al·ludeixen a altres títols exercits per Alonso Jofre Tenorio com el de alcaide dels alcàssers de Sevilla, guarda major del rei i agutzil major de Toledo. El primer càrrec consistia en la defensa militar de les fortaleses de Sevilla; el segon constituïa una dignitat palatina, honorífica més que efectiva, de caràcter militar que tenia al seu càrrec la cura de la guàrdia personal del monarca i el tercer és un ofici concejil encarregat de l'execució dels manaments judicials i del manteniment de l'ordre a la ciutat. També va ser tutor de Pedro Alfonso i Juan Alfonso de Benavides, senyors de Benavides i Cheles, nebots de l'almirall.
En 1325, aprofitant-se de les revoltes internes del regne per fer-se amb la tutoria d'Alfons XI, es va rebel·lar contra l'infant Felip i es va fer càrrec de la ciutat de Sevilla.
En 1328 apareix com a ordinari del Monestir de San Juan de Poyo (Pontevedra), convent benedictí, fundat l'any 942. La informació ens la brinda un document d'Alfons XI en el qual confirma l'exempció de yantar i de comandes, privilegi atorgat pel seu antecessor Fernando IV. Igual passaria a l'any 1329 per al Monestir de San Salvador de Lérez (Pontevedra).

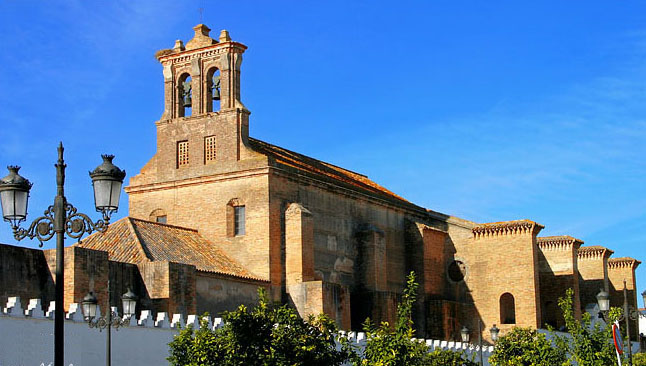
Monestir de Santa Clara de Moguer.

Va participar en la defensa de Gibraltar l'any 1333, encara que la plaça es va perdre. En el mateix any de 1333 Alfons XI va concedir Moguer a Alonso Jofre Tenorio i a la seva dona, Elvira Álvarez de Velasco, com a vila de senyoriu "per molts bons senvicios, que feicisteis al rei don Fernando, el nostre pare, que Déu perdoni, i feicistes i facedes a ens de cada dia". Com I senyor de Moguer, va fundar el Convent del Corpus Christi i el Monestir de Santa Clara entre els anys 1337 i 1338 dels quals es va convertir en el patró, i va dotar amb nombrosos béns a les comunitats religioses que va assentar en la seva vila.
La crònica d'Alfons XI, tractats nobiliaris i obres locals ofereixen gran quantitat de dades sobre l'actuació polític-militar de l'almirall. En 1325 va expulsar els nobles de Sevilla, prenent el govern de la ciutat. A l'any següent va participar en la conquesta d'Olvera i Pruna, impedint amb la seva flota que els benimerins donessin suport als granadins per mar, subministrant-los avituallaments i tropes. En 1329 va ser davant el Papa com a ambaixador per aconseguir els beneficis de croada en la guerra contra els infidels. En el mateix any va intentar des del mar que Gibraltar no caigués en mans de Abomelique, fill del sultà de Fes. En 1337 va aconseguir una victòria sobre la flota portuguesa, derrotant a una esquadra.
El 4 d'abril de 1340, en enfrontar-se amb una esquadra de benimerins més nombrosa, en l'estret de Gibraltar, va resultar mort en combat. Les seves restes descansen en el sepulcre que comparteix amb la seva dona Elvira Álvarez, la seva filla Marina Tenorio, Beatriz Enríquez (esposa del V senyor de Moguer) i el seu net Alonso Fernández Portocarrero (III senyor) en el Monestir de Santa Clara de la seva vila de Moguer.
Els descendents d'Alonso Jofre Tenorio van mantenir el patrimoni monacal engrandint-ho amb propietats rústiques i urbanes. La Casa Tenorio va entroncar per matrimoni amb el llinatge dels Portocarrero, senyors de Villanueva del Freixe (Badajoz) en les persones de la seva filla María Tenorio i Martín Fernández Portocarrero en 1362. Les seves altres dues filles van ser Marina Tenorio, segona dona de Fernán Gómez de Silva, i Teresa Jofre Tenorio, dona d' Álvar Díaz de Mendoza, ambdues amb descendència.